# Conrad Meili
Conrad Meili est un peintre suisse né le 21 avril 1895 à Zurich. Ayant été l'élève de Ferdinand Hodler, il est un contributeur notable de l'école réaliste, dont l'œuvre est appréciée de son vivant à Paris ainsi qu'au Japon.
Il intègre la Société nationale des beaux-arts à la fin des années 1920 et vit à Paris à partir de 1930. C'est dans cette ville qu'il rencontre et épouse en 1932 la romancière Kikou Yamata, déjà bien établie dans les cercles littéraires parisiens. En 1939, le couple part faire un court voyage au Japon, mais se retrouve bloqué au pays du soleil levant avec l'éclatement de la seconde Guerre mondiale.
Déjà populaire au Japon, Meili se retrouve rapidement avec un grand nombre d'étudiants. Au Japon, son style se teinte d'influences ukiyo-e et il produit un très grand nombre d'œuvres.
Il retourne en France en 1949 et devient chevalier de la Légion d'honneur en 1950. Il meurt le 12 avril 1969 à l'âge de 73 ans.